# Nuit d'Espagne
Nuit d'Espagne è un film del 1931 diretto da Henri de la Falaise. La sceneggiatura si basa su The Next Corner, romanzo di Kate Jordan pubblicato a Boston nel 1921.
È la versione in lingua francese di Transgression che, diretto da Herbert Brenon, era interpretato da Kay Francis e Paul Cavanagh. Nel 1924, Sam Wood aveva diretto Conway Tearle, Lon Chaney e Dorothy Mackaill in una versione muta della storia prodotta dalla Paramount con il titolo The Next Corner.

## Produzione
Il film fu prodotto dalla RKO Radio Pictures.

## Distribuzione
Distribuito dalla RKO Radio Pictures, il film uscì nelle sale cinematografiche USA nell'agosto 1931.